# Zele annulicrus
Zele annulicrus är en stekelart som först beskrevs av Thomson 1895.  Zele annulicrus ingår i släktet Zele och familjen bracksteklar. Arten är reproducerande i Sverige. Inga underarter finns listade i Catalogue of Life.